# Kohlbühl (Krummennaab)
Kohlbühl ist ein Gemeindeteil der Gemeinde Krummennaab im oberpfälzischen Landkreis Tirschenreuth.

## Lage
Das Dorf liegt unmittelbar nördlich von Thumsenreuth auf der nördlichen, linken Seite des Grenzbachs.

## Geschichte
Kohlbühl bestand ursprünglich aus einem Gehöft, das als Neben- oder Witwensitz des Schlosses Thumsenreuth gegründet wurde. Die bereits vorher am Ort ansässige Familie Tretter erwarb den Hof später von den Thumsenreuther Schlossbesitzern, der Familie von Lindenfels. Nachdem die Familie Tretter im Jahr 1904 ausgestorben war, fiel der Hof durch Erbfolge an die Familie Weidner aus Eiglasdorf, in deren Besitz er sich noch heute befindet. Tretterbauer blieb jedoch als Hausname erhalten.
Die vormals eigenständige Gemeinde Kohlbühl wurde vor 1824 Teil der damaligen Gemeinde Thumsenreuth. Im Zuge der Gebietsreform in Bayern wurde es gemeinsam mit Thumsenreuth zum 1. Juli 1972 nach Krummennaab eingemeindet.
Im Jahr 2005 wurde auf dem Hasenbühl östlich des Dorfes eine Kapelle errichtet.